# Marc de Bonte
Marc de Bonte (ur. 27 lutego 1990 w Turnhout, zm. 5 listopada 2016) – belgijski kick-boxer oraz bokser,  mistrz świata GLORY w wadze półśredniej z 2014.
24 listopada 2016 znaleziono go martwego w gminie Oirschot.

## Kariera sportowa
W wieku 6 lat zaczął trenować kick-boxing i boks tajski. W 2010 zdobył brązowy medal podczas mistrzostw świata IFMA w boksie tajskim, dwa lata później w 2012 zajął 2. miejsce, ustępując w finale Rosjaninowi Artiomowi Lewinowi.
10 marca 2012 został mistrzem Beneluxu w muay thai, nokautując Michaela Buxanta w 5. rundzie mistrzowskiego boju. 6 października 2012 zadebiutował w organizacji GLORY, przegrywając z Surinamczykiem Murthelem Groenhartem przez nokaut w 2. rundzie. 6 kwietnia 2013 podczas gali GLORY 6, znokautował Marokańczyka L'houcina Ouzgniego ciosem kolanem w 1. rundzie.
21 grudnia 2013 miał wystartować w turnieju GLORY Welterweight World Championship Tournament, mierząc się w pierwszym pojedynku z Holendrem Nieky Holzkenem lecz ostatecznie nie wziął w nim udziału. Ponownie zestawiono de Bonte z Holzkenem na gali w Zagrzebiu 8 marca 2014. Stawką pojedynku miało być inauguracyjne mistrzostwo GLORY w wadze półśredniej (do 77 kg), jednak ponownie do walki nie doszło z powodu wypadku samochodowego jaki przytrafił się Holzkenowi i walkę przeniesiono na 3 maja 2014 do Broomfield w USA. Belg ostatecznie zmierzył się o pas z Ormianinem Karapetem Karapetjanem, który zastąpił ponownie niedysponowanego z powodu kontuzji Holzkena, pokonując go niejednogłośnie na punkty i zostając mistrzem. Pas stracił w pierwszej obronie na rzecz Kanadyjczyka Josepha Valtelliniego 21 czerwca 2014 przegrywając z nim jednogłośną decyzją sędziów.
Po stracie mistrzostwa na prawie dwa lata zawiesił karierę kickboxerską, skupiając się na boksie gdzie w 2015 został zawodowym mistrzem Luksemburgu w wadze półciężkiej. Ostatecznie jego bilans w boksie wyniósł 8 zwycięstw i 2 porażki.
Do kickboxingu wrócił we wrześniu 2016 startując w turnieju Kunlun Fight wagi do 80 kg, gdzie w ćwierćfinale znokautował Łotysza Artura Gorłowa jednak w dalszej rywalizacji nie wystąpił z powodu zaginięcia.

## Zaginięcie i śmierć
5 listopada 2016 media poinformowały o zaginięciu de Bonte. Miał on 4 listopada opuścić imprezę w Bladel i udać się do znajomych w rodzinnej miejscowości Turnhout jednak ostatecznie tam nie dotarł. 6 listopada znaleziono jego auto nieopodal Best. 24 listopada 2016 policja poinformowała o odnalezieniu ciała sportowca, które unosiło się na wodzie w jednym z kanałów w gminie Oirschot. Aktualnie jest prowadzone śledztwo w sprawie przyczyny zgonu de Bonte.

## Osiągnięcia

### Kick-boxing i dyscypliny pokrewne
Amatorskie:
- 2010: Mistrzostwa Świata IFMA w boksie tajskim – 3. miejsce w kat. -81 kg
- 2012: Mistrzostwa Świata IFMA w boksie tajskim – 2. miejsce w kat. -81 kg

Zawodowe:
- 2012: mistrz Beneluxu w kat. -82,5 w formule muay thai
- 2014: mistrz świata GLORY w wadze półśredniej (-77 kg)

### Boks
- 2015: mistrz Luksemburgu w wadze półciężkiej